# Рено меган
Рено меган (фр. Renault Mégane) је аутомобил који производи француска фабрика аутомобила Рено. Производи се од 1995. године.

## Историјат
Рено меган је компактно возило, које је лансирано 1995. године, и тренутно је актуелна четврта генерација од 2016. године. Нуди се са троје и петоро врата као хечбек, затим као седан, купе кабриолет и као караван. Рено сеник, покренут 1996. године, је први модерни компактни минивен који се производи у Европи, а заснива се управо на мегану.

### Меган I (1995–2003)
Меган прве генерације је представљен у јесен 1995. године, као замена за Рено 19. Меган има нови изглед, али је од свог претходника наследио платформу као и моторе и мењаче. Кључни фактор за меган је била безбедност, што га је карактерисало у продаји. Меган I је 1998. године на европским тестовима судара добио четири од могућих пет звездица. Редизајн је урађен 1999. када му је измењена маска, побољшана безбедност и опрема. Караван верзија долази са овим рестајлингом. Мотори који су уграђивани су, бензински од 1.4 (70, 75 и 95 КС), 1.6 (75, 90 и 110 КС), 1.8 (115 КС), 2.0 (115, 140 и 150 КС) и дизел-мотор од 1.9 (65, 80, 90, 95, 100 и 102 КС).

#### Галерија
- хечбек
- седан
- караван
- кабриолет
- купе
- унутрашњост
- хечбек, редизајн
- хечбек, редизајн
- седан, редизајн
- караван, редизајн
- кабриолет, редизајн
- купе, редизајн

### Меган II (2002–2009)
Друга генерација се појавила септембра 2002. године, и означава потпуно нови почетак. Са претходном генерацијом има веома мало сличности. 2003. је добио титулу европског аутомобила године. Меган II је 2002. године на европским тестовима судара добио максималних пет звездица. Први је у својој класи увео картицу преко кога стартује аутомобил. Као и код претходног мегана, опсег модела је широк, хечбек са троје и петоро врата, седан верзија са четворо врата и караван. Меган II је редизајниран 2006. године, када мења унутрашњост и предњи део возила. У понуди мотора били су, бензинци 1.4 (80 и 98 КС), 1.6 (116 КС), 2.0 (136, 165 и 225 КС) и дизел-мотори од 1.5 (80, 86, 100 и 106 КС), 1.9 (120 и 130 КС) и 2.0 (150 и 175 КС)

#### Галерија
- 5 врата – хечбек
- седан
- купе–кабриолет
- спортски (RS)
- унутрашњост
- 5 врата – хечбек, редизајн
- 5 врата – хечбек, редизајн
- 3 врата – хечбек, редизајн
- седан, редизајн
- караван, редизајн
- купе–кабриолет, редизајн

### Меган III (2008–2016)
Трећа генерација је представљена 2008. године. Појављује са у хечбек верзији са пет врата и као купе. Купе има спортски дизајн, док је хечбек више конзервативан. Меган III је 2008. године на европским тестовима судара добио максималних пет звездица. Редизајн је урађен 2012. године, када добија лед светла, благо модификован изглед предњег дела. Моторе које користи су, бензински од 1.2 (115 КС), 1.4 (130 КС), 1.6 (100 и 110 КС), 2.0 (143, 180, 250 и 265 КС) и дизел-мотори од 1.5 (85, 90, 105 и 110 КС), 1.6 (130 КС), 1.9 (130 КС) и 2.0 (150 и 160 КС).
2014. је урађен још један редизајн. Најважније промене су се десиле на предњем делу возила, који је дизајнерски усклађен с новим Реноовим визуелним идентитетом. Измењени су браник, маска хладњака, на којој сад доминира велики Реноов знак у средини, а ту си и нови фарови и хауба, као и нова дневна лед светла. Унутрашњост је претрпела минималне измене.

#### Галерија
- хечбек
- караван
- купе
- купе
- ЦЦ
- унутрашњост
- хечбек, редизајн
- караван, редизајн
- хечбек, други редизајн
- хечбек, други редизајн
- караван, други редизајн
- спортски (RS)

### Меган IV (2015–)
Четврта генерација је представљена на салону аутомобила у Франкфурту септембра 2015. године. Продаја је започела у јулу 2016. године. Аутомобили четврте генерације користе CMF-CD платформу коју су развили Рено и Нисан. Четврта генерација мегана прати најновије иновације у погледу дизајна које можемо видети на клију 4, каптуру 1, еспасу 5 и талисману.
Меганова четврта генерација је дужа и нижа од својих претходника. Аутомобили поседују тзв. диск кочнице. Возач може бирати између пет режима вожње који мењају подешавање аутомобила. Већина меганових модела има хед-ап визуализацију и екран од седам инча. Све могуће опције код ових аутомобила су адаптер за контролисање брзине, аутоматско кочење, упозорење о напуштању траке, упозорење на ограничење брзине, аутоматски фарови, задња камера, паркинг сензори и систем за паркирање без употребе руку. Ова генерација има девет доступних мотора (4 бензинца и 5 дизелаша), са коњском снагом од 89 и 202 коња.
Меган ГТ спада у моделе са високим перформансом захваљујући његовом снажном бензинском мотору од 1.6 литара. Стандардно, овај Рено садржи систем управљања на четири точка и аутоматски мењач са двоструком кочницом. Такође има нешто другачији спољашњи и унутрашњи дизајн.
Рено меган седан који је изашао у јулу 2016. године подсећа на талисмана. Долази као замена за модел флуенс. Има више простора за путнике на задњим седиштима од хечбека. Продаје се на афричком континенту, у Уједињеним Арапским Емиратима, на разним тржиштима источне Азије и Аустралије. У Европи, овај модел ће бити понуђен за италијанско, турско, пољско, румунско и ирско тржиште, али не и за француско и енглеско тржиште. У зависности од самог тржишта, седан располаже са два бензинска мотора и три дизелаша, са коњском снагом која се креће у распону од 90 до 130 коња.

#### Галерија
- Renault Mégane Dynamique
- Renault Mégane Dynamique
- Renault Mégane GrandTour
- Renault Mégane Grand Coupé
- унутрашњост
- Renault Mégane Dynamique, редизајн
- Renault Mégane Dynamique, редизајн
- Renault Mégane GrandTour, редизајн
- Renault Mégane Grand Coupé, редизајн
- Renault Mégane E-Tech